# Ojkovica
Ojkovica es un pueblo ubicado en la municipalidad de Nova Varoš, en el distrito de Zlatibor, Serbia.

## Superficie
Posee una superficie de 23,19 kilómetros cuadrados.

## Demografía
Hasta 2011 la población era de 226 habitantes, con una densidad de población de 9,747 habitantes por kilómetro cuadrado.